# Lwoff-Parlaghy Vilma
Lwoff-Parlaghy Vilma (született Brachfeld Vilma Erzsébet, Hajdúdorog, 1863. április 15. – New York, 1923. augusztus 28.) magyar festő, aki Németországban és az Amerikai Egyesült Államokban élt és alkotott. A 19. század végének, valamint a 20. század elejének ismert portréfestőnője volt. Több mint 120 híres közéleti személyiség arcképét festette meg. Két legismertebb alkotása Kossuth 1885-ben készült öregkori arcképe, és Tesla úgynevezett kék portréja.
Lwoff-Parlaghy Vilma hercegnő a művészet mellett a társasági élet egyik különös színfoltja is volt mind Berlinben mind pedig New Yorkban. Egy orosz herceggel kötött, rövid életű házasságából őrizte meg a hercegnői rangot, amelyet fényűző, arisztokratikus allűrjeivel még jobban kidomborított a sajtóban. Korának igazi hírességeként gyakran emelte fel hangját az állatvédelem fontossága mellett.

## Afestő hercegnőélete
1863-ban látta meg a napvilágot Hajdúdorogon eredetileg Brachfeld Vilma Erzsébet néven, apai ágon zsidó , anyai ágon osztrák családban. Apját a források Brachfeld állami hivatalnok úrként említik, akinek nemesi származására is több utalást találunk. Anyját Wilhelmine von Zollerndorfnak hívták.
Feltehetőleg tehetős polgári családban nőhetett fel. Apja állami hivatalnokként sokat utazott családjával együtt, és feltehetőleg éppen Hajdúdorogra rendelték huzamosabb ideig, amikor felesége világra hozta leányukat. A család otthona A Pallas nagy lexikona szerint viszont Budapesten volt.

Vilma saját bevallása szerint már gyermekkorától kezdve szeretett rajzolni. A családi háznál sajátította el a festés és a rajzolás alapjait, majd Pesten szülei beíratták a római születésű Rostagni Lajos mintarajztanodájába. Tehetségét első tanítómestere is elismerte, és szüleit arra biztatta, hogy küldjék külföldre, nevesebb művészeti iskolákba. Szülei komolyan vették lányuk művészeti taníttatását, ezért 17 évesen, 1879 végén Münchenbe költöztek. Vilma ekkor a magyar mellett már tökéletesen beszélte a németet és a franciát is.

### A müncheni tanulóévek és pályája kezdete
A Münchenben töltött tanulóévek alatt igyekezett kialakítani saját művészeti stílusát. Ebben vitathatatlanul nagy szerepet játszottak mesterei is, akiknek kilétéről a források eltérően írnak. Leggyakrabban Franz Quaglio és Franz von Lenbach tanítványaként utalnak Vilmára, de felmerült az ifjabb Wilhelm Dürr, Philipp Röth, Hermann von Kaulbach, Hans Makart és Hans Canon neve is a tanítómesterek sorában. Van olyan leírás is, amely szerint Von Lenbach nem volt hivatalosan mestere, mégis pályája kezdetén sok segítséget és támogatást kapott tőle.

Az 1880-as évek eleje leginkább régi mesterek műveinek elemzésével és másolásával telt. Ebben az időben Vilma sokat utazott, igyekezett minél alaposabban megismerni a holland mesterműveket, és Firenzében, Velencében valamint Rómában az olasz stílusjegyeket is alaposabban tanulmányozta.
Münchenben már a tanulóévek alatt is rendezett kisebb kiállításokat, viszont az 1883-as év ebből a szempontból áttörést jelentett. A Müncheni Nemzetközi Kiállításon egyik képe elnyerte a kiállítás nagy aranyérmét. Ekkor alig töltötte be huszadik életévét. A következő évben Budapesten vívta ki a közönség elismerését első, egész alakos önarcképével. A képen a művésznő saját magát fehér szatén ruhában ábrázolta, kezében ecsettel és festőpalettával.

Első nagy hatású portréját 1885-ben festette meg. Apja unszolásával rávette, hogy Torinóba utazzon, és megkérje az agg Kossuth Lajost, álljon modellt neki egy portréhoz. Vilma 1885 márciusában kopogtatott első híres arcképalanya ajtaján. Kossuth eleinte nem akart festményt magáról, de a 22 éves, barna hajú, szép leány kitartásának köszönhetően a „turini remete” végül mégis leült festőállványa elé. Végül három olajfestmény készült el, amelyek közül kettő ülő pozícióban ábrázolja Kossuthot, egy pedig állóban. Ez utóbbi maradt Kossuth egyetlen hiteles öregkori képmása. A képet Vilma benevezte a budapesti nemzeti kiállításra. A pályázatot először elfogadták, de politikai okokból végül mégsem állították ki. A Kossuth-kép körüli botrány sajtóvisszhangja Európa-szerte ismertséget szerzett az ifjú művésznőnek. A festményekkel országos körútra indult, és az ország több nagyvárosában is kiállította a híres portrékat. A belépőjegyek és a megrendelt replikák bőségesen fedezték az utazás kiadásait.

### Berlin ünnepelt portréfestője

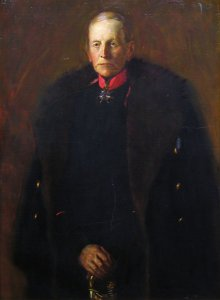
Helmuth von Moltke botrányt kavaró festménye

1887 telén Parlaghy úgy döntött, hogy Berlinbe költözik, és ott próbál szerencsét. Egyrészt a Kossuth-képekből összegyűjtött pénzből telt rá, másrészt a festmény a nevét is ismertebbé tette. A Német Császárság fővárosában gazdagabb patrónusokra és megrendelőkre is számíthatott. Első kiállítását 1889-ben rendezte Berlinben. Ez a nevét ismertebbé tette a berlini művészvilágban, de nem hozott neki kiemelkedő sikert.
1890-ben feleségül ment dr. Karl Krüger ügyvédhez, akiben inkább biztos megélhetést, és a berlini társasági életbe való meghívót látta, mint szerető férjet. Nem sokkal házasságkötése után a bécsi kiállításon anyjáról festett portréja elnyerte az osztrák császár nagy aranyérmét, és ugyanabban az évben a berlini kiállításon kis aranyérmet is szerzett. A kép végre nagyobb hírnevet hozott neki, így anyja képmásával 1891-ben a Párizsi Szalonban is bemutatkozott. A francia főváros is nagy érdeklődéssel fogadta az ifjú festőnő alkotását, és a kiváló francia kritikák a berlini társasági élet figyelmét is felhívták rá. A párizsi kiállításnak köszönhette első megrendelőit a német arisztokrácia köréből. 1891-ben Helmuth von Moltke tábornagy is rendelt Parlaghytól arcképet, amelyet a festőnő még ugyanabban az évben benevezett a berlini művészeti akadémia kiállítására. Az akadémia bizottsága azonban elutasította a pályázatot, aminek a híre Von Moltke grófon keresztül gyorsan II. Vilmos császár fülébe jutott. A császár szerette a művészetet, és ugyan nem vallotta magát műértőnek, mégis szeretett beleszólni országa művészetének alakulásába. Ezért Vilmos megvásárolta Vilma festményét, és így a császári kollekció részeként Von Moltke festménye mégiscsak ott lehetett a kiállításon. A festmény története, a császár diktatórikus közbeszólása sokáig maradt beszédtéma Berlin társasági köreiben. A botrány viszont garantáltan ismertté tette Parlaghy nevét Berlinben, így senki sem csodálkozott, hogy 1892-ben Vilma második párizsi kiállítását követően, a festőnő megjelent Joseph Meyer Konversations-Lexikonjában, amely a kor arisztokráciájának az érdeklődésébe eső címszavakat taglalta. Ezzel Vilmának sikerült beférkőznie a leghatalmasabb megrendelőkhöz, és 1893-ban maga II. Vilmos császár rendelt tőle egy portrét.

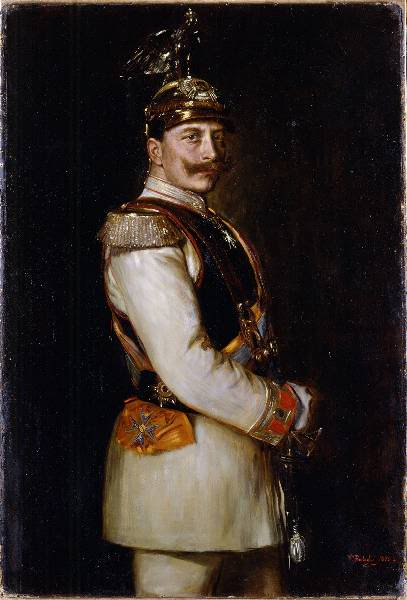
II. Vilmos császár portréja

Vilmos előszeretettel járt művészeti műhelyekbe, ahol rendszerint beleszólt a munkába is. Gyakran ő határozta meg, hogy milyen pózban és hogyan fessék meg. Nem volt ez másként Parlaghy Vilma esetében sem. A császár többször is felkereste a festőnő műtermét, aki az elkészült képpel újra pályázott a berlini akadémia kiállítására 1894-ben. A festmény a korabeli kritika szerint nem sikerült túl jól, amit alátámaszt az is, hogy az akadémia döntőbizottsága annak ellenére is el merte utasítani, hogy az a császárt ábrázolta. Egy Rosenberg nevű kortárs kritikus azt írta a portréról, hogy az hanyagul lett megrajzolva és beállítva, a koszos-szürke színvilága pedig lehangoló és egyszerűen befogadhatatlan a néző számára. Mindennek ellenére Vilmos személyesen utasította az akadémiát a festmény kiállítására. A Von Moltke gróf festménye körüli botrány újra kezdett a társasági élet központi témájává válni, pedig az igazi pletykák csak a kiállítás utolsó napját követően indultak útnak igazán. Az akadémia a kiállítás végén elküldte a császárnak a díjazottak listáját, hogy aláírásával hitelesítse a névsort. Ez általában csak jelképes aktus volt, de II. Vilmos ezúttal kihúzta a lista éléről a birodalom kiváló építészének, Paul Wallotnak a nevét, és helyette a berlini akadémia nagy aranyérmét Parlaghy Vilmának ítélte oda.
Hónapok múltán a botrányból csak annyi maradt meg, hogy Parlaghy Vilma a császár kedvenc portréfestője, aki 1894-ben elnyerte Berlin nagy aranyérmét is. Ez pedig a német arisztokrácia és az udvar köréből nagy számú és jelentős megrendelést hozott Vilmának. Pár éven belül Európa egyik legjobban fizetett portréfestője lett. Többek között megfestette Vilmos császár ceremóniamesterét, Eulenburg grófját, Oldenburg hercegi párját, Schaumburg-Lippe hercegnőjét, Arnim-Muskau grófnőjét, Stumm bárót, Zicky grófnőt, Rothschild bárónőt, Bismarckot, Leyden professzort, Moltke grófnőt, II. Vilmos württembergi királyt és feleségét, Charlotte-ot, aki állítólag olyan fényűző gyöngynyakláncot adott Vilmának ajándékba, hogy az elhomályosította a korábbi ajándékokat. Pedig a festmény kifizetése mellett a német arisztokrácia nem fukarkodott az ajándékokkal. Parlaghy gyakran kapott ékszereket, és mivel szerette az állatokat, ezért többször kutyát vagy lovat kapott megrendelőitől. A berlini udvar kapcsolatai miatt Ausztriában és Angliában is keresett festőnő lett. A londoni udvar után maga Ferenc József császár is rendelt egy portrét nála.
1894-ben a Párizsi Művészeti Akadémia tagjává választották. A következő évben Berlinben önálló kiállítást rendezett, amelyet a német császári pár nyitott meg. A kiállításon 104 festményét láthatta a közönség, és a befolyt összeget a Vilmos császár emléktemplom építésére ajánlotta föl. A siker, a busás jövedelem és a társasági élet lassan teherré változtatta első házasságát, ezért Vilma 1895-ben elvált férjétől. Egyre több megrendelése volt, és a folyamatos munkától egyre kimerültebbé vált. 1896-ban úgy döntött, hogy elszökik a munka elől, és a tengerentúlra látogat. 1896-ban járt először az Egyesült Államokban, ahol barátai társaságában hat hetet pihenéssel töltött. Az angol királyi udvar megrendelése miatt kellett megszakítania New York-i pihenését. Londonban a későbbi VII. Edvárd portréját készítette el. Visszatérte után új műterem után nézett, amelyet 1897-ben nyitott meg az előkelő Unter den Linden út 12-es szám alatt. A tágas műterem egyben otthonaként is szolgált. A korabeli leírások szerint fényűző módon rendezte be új lakását. Három egymásba nyíló szobája közül az egyik maga a műterem volt, amelynek falát drága gobelinek díszítették, és ritka, faragott bútorokkal volt berendezve. Ebből nyílt egy gótikus stílusú szoba, amely műgyűjteményének adott otthont. A szoba ablakait egy 14. századi tiroli gótikus templom ólomüvege adta, bent pedig több drága bútor, szőnyeg, festmény és vallásos értéktárgy kapott helyet, köztük egy Albrecht Dürer által készített oltár is. 1898-tól kezdve ezt a lakást is a berlini szalonok közé sorolták, ami egyúttal azt is jelentette, hogy otthona a berlini arisztokrácia és társasági élet egyik kedvelt helyszínévé vált. A gyakran Prominentenmalerinnek nevezett festőnő ekkor kezdett estélyeket adni az állatok megsegítéséért.
A német arisztokrata körökben ismerkedett meg Georgij Jevgenyjevics Lvov orosz herceggel, aki akkor már jó ideje Bajorországban élt. A herceg rajongott Vilma művészetéért, és az őt körüllengő népszerűségért, ezért hamarosan megkérte a művésznő kezét. Vilma és Georgij 1899-ben házasodtak össze Prágában, majd a hercegi pár a Tegernsee melletti Rottachban fekvő villába költözött. A fotózás és a kerékpározás megszállottjaként ismert Georgijnek tetszett a csendes, bajor városka, de a nagyvilági élethez szokott Vilma ezt hamar megunta. 1899-ben újra átkelt az Atlanti-óceánon, és New Yorkban ismert amerikaiakat festett meg, köztük George Dewey admirálist. 1900-ban visszatért amerikai körútjáról, és újra a berlini társasági életbe vetette magát. 1903-ban elvált Lvov hercegtől, de a herceg jóváhagyásával továbbra is használhatta a hercegnéi rangot. A herceg emellett neki adta nizzai villáját, és éves jövedelmet biztosított neki. Ez az összeg egyes források szerint évi egymillió dollárra rúgott (más források szerint viszont ennyi volt évente a megrendeléseiből összegyűjtött pénze).
Feltehetőleg válása után, 1903-ban újraházasodott. Ezúttal egy dán miniszterhez, Peter Norshoz ment nőül, akitől 1905-ben lánya is született. Vilma az új házasság után Nizzába költözött, ahol kisebb állatkertet is kialakított. Felszámolta berlini műtermét, de ettől függetlenül gyakran visszatért a német fővárosba. Ekkor a patinás Hotel Westminsterben szállt meg. Ez idő alatt kislányát, Vilma Norst egy nevelőnő gondjaira bízta Londonban. Végül 1908-ban élete hátralévő részére az Egyesült Államokba költözött.

### New York

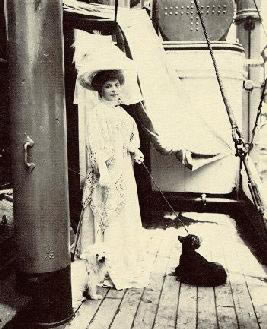
Lwoff-Parlaghy Vilma első New York-i látogatásakor

Lwoff-Parlaghy hercegné először 1896-ban látogatott el az Egyesült Államokba, hat hetes pihenőre, de festményeinek híre már megelőzte őt. 1893-ban ugyanis egyik képe aranyérmet nyert a chicagói kiállításon. Első látogatása után a New York Times terjedelmes cikket közölt a hercegnéről, méltatva festészetét: nemcsak kiváló művészeti érzéknek van birtokában, hanem kifejezett tehetséget mutat a közhelyek elkerülésére is. Részben jó hírneve miatt, részben a bajorországi otthon csendességétől menekült Vilma másodszor, 1899-ben, New Yorkba. Ekkor több hónapot töltött a tengerentúlon, és kifejezetten azzal a céllal érkezett, hogy megfessen száz ismert amerikait. Ezt ugyan nem sikerült teljesítenie 1899-ben, de végül 1908-ban elhatározta, hogy huzamosabb időre New Yorkba költözik.
Felszámolta nizzai állatkertjét, összecsomagoltatta ingóságait, köztük az értékes műgyűjteményét és legkedvesebb állatait is, és hajóra szállt az 'Új Világ' felé. Megérkezését követően először a virginiai Hot Springsben telepedett le, majd egy kis idő elteltével Washingtonba költözött. Az Egyesült Államok fővárosában festette meg Daniel Chester French arcképét, aki korának legismertebb amerikai szobrásza volt. Az ő alkotása többek között a washingtoni Lincoln-emlékmű szobra.
A művésznő hamarosan bejelentette, hogy New Yorkba kíván költözni, és hosszas tárgyalásokba kezdett a Waldorf Astoria Hotellel, hogy lakosztályt bérelhessen magának, személyzetének és állatainak. A hotel főleg a négylábú kedvencek miatt nem akarta fogadni Vilmát, aki ezért igyekezett minél nagyobb botrányt csapni a hotel körül, hogy ezzel nyomást gyakoroljon annak vezetésére. Kijelentette, hogy ha Amerika szereti őt, akkor elvárja, hogy szeresse a kutyáit is. A vita annyira elmérgesedett, hogy az majdnem diplomáciai bonyodalmakhoz vezetett az Egyesült Államok és az Osztrák–Magyar Monarchia között. Végül hosszas egyeztetéseket követően a világ egyik legfényűzőbb luxushoteljében szállhatott meg, a Central Park mellett elhelyezkedő Plaza Hotelben. Az amerikai sajtó imádta a hercegné történetét, és a botrányt hosszú cikkekben boncolgatta. Feltehetőleg Vilmának pont ez a hírverés volt az egyik legfőbb célja a New York-i hotelbotránnyal.
A Plaza Hotel harmadik emeletén egy 14 szobás lakosztályt bérelt ki, amihez egy magánkápolna is tartozott, és a személyzete is itt kapott helyet. Saját orvossal, svéd származású ápolónővel, Bécsből hozatott lakájjal és saját inassal, komornyikkal, szakáccsal, ügyintézővel, gyóntató pappal, két küldönccel, testőrökkel és cselédekkel rendelkezett. Nizzából és Berlinből átszállittatta értékes műgyűjteményét és bútorait is. A kiváló európai műremekek mellett a német császár által ajándékba adott, faragott bútorok, egy perzsa koronázási szőnyeg, egy tigrisszőrme és persze a gótikus oltár is vele együtt szállt hajóra. Természetesen a lakosztályban kaptak helyet Vilma házi kedvencei is, amelyek között volt több kutya és macska, egy tengerimalac, egy bagoly, két kis aligátor és egy medve is. A hotel vezetésének legnagyobb meglepetésére a „hercegné” öt éven keresztül lakott a luxuslakosztályban.

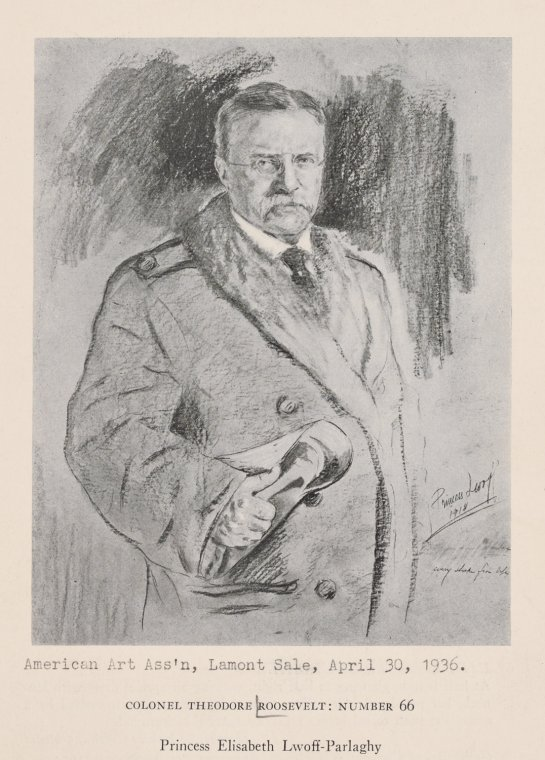
Theodore Roosevelt ezredes portréja

Az állatsereglet 1911-ben újabb érdekes taggal bővült. Vilma a Ringling testvérek cirkuszában szemet vetett egy kölyökoroszlánra, de a cirkusz tulajdonosai nem akarták eladni neki. Éppen akkor festette az amerikai polgárháború egyik hősének, Daniel Sicklesnek a portréját, és miután tudta, hogy a nagy tiszteletnek örvendő tábornoknak senki sem tud nemet mondani, megkérte őt, hogy hozza el neki a kölyköt a Ringling testvérektől. Amikor a cirkuszos fivérek megtudták, hogy a tábornokot érdekli az oroszlán, azonnal ajándékba akarták adni neki az állatot. Ő azonban ragaszkodott ahhoz, hogy kifizessen érte 250 dollárt. Amint nyélbe ütötték az üzletet, megjelent Parlaghy Vilma, akinek a tábornok odaadta az állatot. A hercegné azonnal pezsgőt hozatott a „keresztelőhöz”, és tréfásan megjegyezte, hogy Sickles tábornok, mint minden csatát, ezt is megnyerte neki, ezért legyen az oroszlánkölyök neve is General Sickles. A névadó ünnepség után Vilma egy drága pamut kelmébe csavarta a kölyköt, és limuzinnal a hotelbe hajtott vele. A megdöbbent szállodaigazgató kis húzódozás után végül beleegyezett, hogy az oroszlánnak külön szobája legyen a harmadik emeleten, de csak azzal a feltétellel, ha a hercegnő külön idomárt fogad az állat féken tartására. Így a Goldflecknek becézett oroszlán saját szobát kapott a világ egyik legdrágább szállójában. A szálloda személyzete és a vendégek is idővel hozzászoktak az egyre hatalmasabbra növő oroszlán jelenlétéhez. Vilma minden áldott nap a Central Parkba vitte sétálni, és gyakran nyilvánosan, aranytálból etette meg. Az oroszlán mindössze egyszer okozott komolyabb felfordulást a hotelban, amikor a hercegnő fényképésze az állat jelenlétében sütötte el a vakut. A megrémült Goldfleck kirohant a hotel halljába, de egy szelet nyers hússal gyorsan visszacsalogatták helyére a rémült vendégek közül. Az oroszlán minden kényeztetés és szakszerű tartás ellenére 1912-ben megbetegedett, és hamarosan kimúlt. A hercegnő hivatalosan kihirdette Goldfleck halálát, virrasztást tartott felette, és fel is ravataloztatta, s az állat teteme virágok, korábbi játékszerei és kedvenc ételei között feküdt a ravatalon, mielőtt a hartsdale-i kisállattemetőbe vitték.
Berlin után a hercegné meghódította New York társasági életét is. Kitűnő érzékkel bánt a sajtóval: botrányai, sznobos nagyzolása mind azt szolgálta, hogy a lapok írjanak róla, és ezáltal ismerjék a nevét. Alig telt el nap, hogy a New York-i sajtó ne cikkezett volna róla. Mindenki ismerte a nagy lábon élő, magyar származású festő-hercegnőt, korának igazi híressége volt. Ez különösen igaz volt 1911 után, amikor magánvonatra szállt, és meglátogatta egyik távoli unokatestvérét, en:Abbott Lawrence Lowellt, a Harvard Egyetem elnökét. Az eseménynek természetesen hatalmas sajtóvisszhangja volt. Mindenkit ismert a New York-i előkelő társaságban, és sokakat meg is festett. Köztük volt az acéliparból meggazdagodott Andrew Carnegie, akinek a felesége meglehetősen rossz véleménnyel volt férje portréjáról. Modellt állt neki Alton B. Parker, az 1904-es elnökválasztás demokrata indulója; Seth Low, New York polgármestere; Chauncey Depew, New York állam szenátora; John Burroughs, író; August Belmont, pénzügyi szakember; Hudson Maxim, vegyész, a füstnèlküli puskapor feltalálója; Horace Porter, a polgárháború hadnagya; Charles Dwight Sigsbee admirális; Thomas Edison és persze Nikola Tesla is. Ez utóbbiról Vilma készítette el az egyetlen festett portrét 1916-ban, a híres kék portrét. Ötvenedik születésnapját 1913-ban egy kiállítással ünnepelte meg a Plaza Hotelben.
Az első világháború megrengette biztos anyagi helyzetét, emiatt 1914 elején arra kényszerült, hogy kiköltözzön a fényűző hotelből, és a 39. utca 109 East alatt béreljen lakást magának. A betegeskedő, kimerült nő egyre kevesebbet tudott festeni, és miután megszűnt az éves hercegi apanázs, illetve német érdekeltségű befektetései is sorra lenullázódtak, élete vége felé teljesen elszegényedett. Ennek ellenére hatvanadik születésnapját is egy ragyogó kiállítással ünnepelte meg, 1923-ban. A Madison Avenue-n álló Carlton Hotelben amerikai portréit állította ki, ezért kiállításának a Manhattan Hall of Fame (azaz manhattani hírességek terme) nevet adta. 1923. augusztus 28-án saját műtermében halt meg, állítólag éppen az előtt, hogy a helyi seriff hivatalból lepecsételte volna azt, fizetésképtelensége miatt. A New York-i Woodlawn temetőben helyezték örök nyugalomra, Bronxban. Temetésén az ismert amerikai költő, Edwin Markham búcsúztatta. Hagyatékát 1924-ben elárverezték. Festményeit Ludwig Nissen vásárolta fel saját alapítványa számára, és a németországi Husum városba szállíttatta őket. 1937-ben épült fel az úgynevezett Nissenhaus, amely Ludwig Nissen magángyűjteményének adott otthont, köztük Lwoff-Parlaghy Vilma hercegnő festményeinek is. A második világháború után a Nissenhaus tulajdonképpen Nordseemuseum Husum néven alakult újjá. Ma itt található Vilma művészeti hagyatékának legnagyobb része.

## Lwoff-Parlaghy Vilma művészete
A különc hercegnő művészete sok közös vonást mutat életútjával. Az elsősorban portréiról ismert Lwoff-Parlaghy Vilma festészetét oldalakon keresztül méltatták neves kritikusok és népszerű lapok, de ugyanakkor népes ellentábora is volt. A művésznő munkáját árnyékként végigkísérte botrányos magánélete, aminek legalább annyi megrendelést és befolyásos kapcsolatot köszönhetett, mint rossz kritikát és gúnyos bírálókat.
1896-ban a New York Times egyik riporterének azt nyilatkozta, hogy művészetére természetesen nagy hatással voltak mesterei, de tőlük független stílust sikerült kialakítania. Megtalálta a saját, egyedi kifejezésvilágát és módszerét. A népszerű amerikai magazin azt írta Lwoff-Parlaghy hercegnőről, hogy képei alapján méltán lehet egy lapon emlegetni a század legnagyobb művészeivel. Portréi kivételes tehetségről és erős, határozott jellemről tanúskodnak. A Times véleménye szerint Vilma azon kevesek közé tartozott, akik portréikon keresztül meg tudták idézni az ábrázolt személy jellemét is. Ebből a lap azt a következtetést vonta le, hogy az egyébként kiváló társalgópartnernek bizonyuló hercegnő minden modelljét igyekezett megismerni, kipuhatolni a legfőbb jellemvonásokat és megfigyelni magát az ábrázolandó személyiséget. Miután sikerült megragadnia modellje legjellegzetesebb vonásait, bátor, vastag és élénk ecsetvonásokkal körvonalazta meg. Gyakran ábrázolta témáját elnagyolt, hiányos vonalakkal. Festészetére jellemző volt, hogy nagy szabadsággal alakította ki kompozícióit. A Times kiemelte, hogy virtuóz módon bánik a színekkel is, amelyre szellemes és ugyanakkor művészi felhasználás volt jellemző. Képein érződik, hogy kiválóan érti és használja az ábrázolt téma formáit és annak súlyát. 

Fő kritikusai szerint viszont nem sikerült levetkőznie mesterei hatását. A színvilág, a művészi befejezetlenség, hiányosság mind Lenbach művészetét idézi fel, viszont a hercegnő képei nem tudták elérni ugyanazt a zsenialitást, ugyanazt a méltóságos érzelmi töltetet. A New York Times méltató cikkével szinte egy időben, 1896-ban egy müncheni kiállítást követően is rossz kritikák jelentek meg a művésznőről. Az egyik szaklap azt írta, hogy Parlaghy Vilma nem olyan festőnő, aki nélkülöz minden tehetséget, és a kép sem teljesen rossz, viszont a kiállított portré nem kiemelkedő, nem jobb, mint más arcképek. A kritika szerint a festményben nem volt semmi különleges, semmi olyan vonás, ami megfogta volna a nézőt, ezért a kritikus úgy írta le a portrét, mint amit más is meg tud festeni ilyen minőségben, sőt talán akadnak olyanok is, akik jobban.
Lwoff-Parlaghy hercegnő művészete tehát nem váltott ki egyhangú tetszést a szakmai közönség soraiból, és sosem lépett igazán a művészet nagy, nemzetközi klasszikusai közé. Az viszont vitathatatlan, hogy kiválóan értett a kapcsolatépítéshez és a hírveréshez, emiatt pedig képei a kor legfontosabb alakjait ábrázolják. Lenbach, Dürr és Quaglio műhelyének a hatását valóban nehéz lenne letagadni, de tanulóéveinek utazásai, külföldi tanulmányai is érezhetőek stílusán. Elsősorban a holland klasszikusok voltak nagy hatással a hercegnő festészetére. Sok időt töltött Amszterdamban, Hágában és Haarlemben, ahol elsősorban Hals valamint Rembrandt műveit tanulmányozta alaposabban. Egy kritikusa azt írta, hogy a 20. században még senkinek sem sikerült olyan kiválóan megragadni ennek a két holland mesternek a stílusát és az ecsetkezelését, mint Parlaghy Vilmának. Olaszországban is sokat tanulmányozta a nagy klasszikusok műveit, de azok hatását nem lehet olyan erőteljesen felfedezni a hercegnő művészetében. A modern festészetről alkotott világképét a francia alkotások határozták meg. Ezt többször is volt alkalma testközelből is megismerni, hiszen 1894-ben a párizsi akadémia tagjává választotta, és a Szalontól is nyert el aranyérmet.
Portréi mellett festett néhány csendéletet és tájképet is, de hírnevét egyértelműen arcképeinek köszönhette. Miután az arisztokrácia kedvelt festőnőjévé vált, a hercegnő akár 8000 dollárt is elkérhetett egyetlen portré megfestéséért, de átlagosan egy képet 5000 dollárért készített el. A megrendelések érdekében néha ingyen vállalt olyan festményeket, amelyek presztízst vagy valamilyen kuriózumot jelentettek a sajtó számára. Két legismertebb portréja is így született: 1885-ben Kossuth Lajosé és 1916-ban Nikola Tesláé.

### Kossuth Lajos öregkori képe

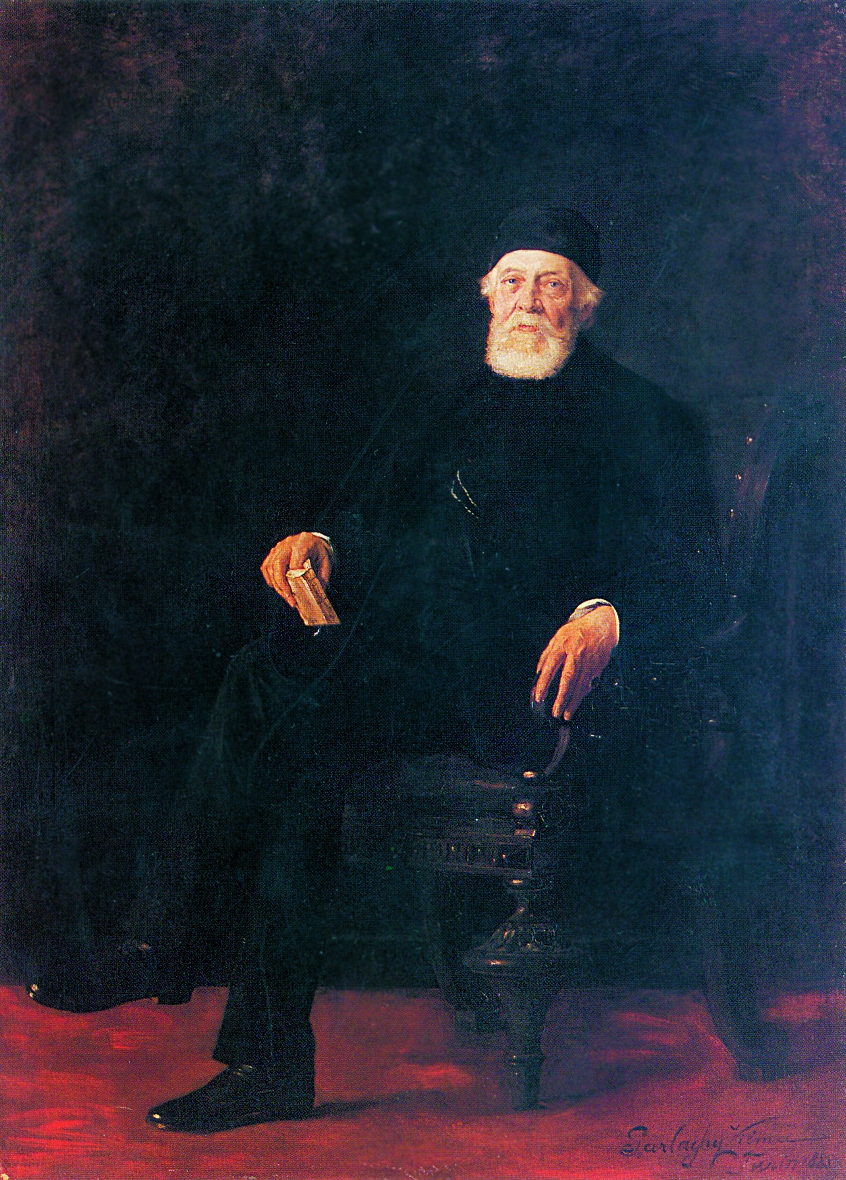
Kossuth Lajos öregkori portréja

Vilma kétségtelenül sokat örökölt apjától, ami az üzleti érzéket és a hírverést illeti. A müncheni műhelymunka idején apjának támadt az az ötlete, hogy amennyiben lánya valóban komolyan gondolja, hogy megél művészetéből, akkor egy olyan modellt kell találnia, aki a kor egyik közismert, szeretett személyisége, ugyanakkor mégsem megközelíthetetlen. Így esett a választás Kossuth Lajosra, akit torinói száműzetése során senki nem keresett meg egy portré megfestésének ajánlatával. A szabadságharc kiemelkedő alakja ráadásul egész Európában ismert és megbecsült személyiség volt.

1885 tavaszán apa és lánya tehát útra kelt Torinóba, ahol a patinás Hotel d'Europe szállóban vettek ki szobát (ez a mai Pensione Europa). Vilma itt rendezte be ideiglenes műtermét is. Egy ideig ismerkedtek a várossal, a kisasszonynak lehetősége nyílt a torinói múzeumokban és galériákban tanulmányozni az olasz remekműveket. Az ideiglenes műteremben Vilma a szállótulajdonos feleségének portréját festette meg először.
1885 márciusának elején Vilma bekopogtatott Kossuthék ajtaján, és megkérte az agg politikust, hogy álljon neki modellt. Kossuth először elutasította a felkérést, de a 23 éves Vilma nem hagyta magát, és heteken át ostromolta a családot ötletével. Először Kossuth húgát, Lujzát sikerült a maga oldalára állítania, majd egyenként az aggastyán fiai is pártolni kezdték a későbbi hercegné ötletét, ezért Kossuth végül beleegyezett a portré elkészítésébe. A festmény előzményeiről Kossuth egyik levelében így ír:

A kitartás tehát meghozta gyümölcsét, és megkezdődhetett a munka. Kossuth állapotára, idős korára tekintettel úgy egyeztek meg, hogy mindössze háromszor keresi fel a szabadságharc veteránja Parlaghy kisasszony műhelyét a belvárosi hotelben. Kossuthnak itt csak az arcát festette meg a művésznő, a többit a háttérrel együtt már az aggastyán otthonában készítette el.

A torinói lapok és a társasági élet gyorsan a szájára vette az ifjú festőnő és a koros Kossuth kapcsolatát. Kossuthról köztudott volt, hogy nem vetette meg a női bájakat, és a korabeli szóbeszéd szerint az ifjú festőnő ezt ki is használta, hogy rávegye a szabadságharc vezető politikusát a portréra. Ezt egyik levelében maga Kossuth is megemlíti:

Végül három olajfestmény készült Kossuthról, egy álló, kettő pedig ülő pózban. A festmény az öreg Kossuthot olasz nemesi öltözetben ábrázolja. A képet a sötét színek uralják. A háttér, Kossuth öltözéke, a faragott karosszék mind a fekete árnyalataiban lettek megfestve. A padló mélyvörös színével megtöri a feketék egyeduralmát, de a kép sötét összhatását nem bontja meg. Ennek hatására Kossuth arca és kezei valósággal világítanak a képen, ezzel odavonva a néző tekintetét. A festményen Kossuth jobbjában egy könyvet tart, amelyben még benne hagyta ujját, hogy bármikor folytathassa az olvasást. Ez közelebb viszi a szemlélőt az agg Kossuth személyéhez, mintha csak egy ablakon keresztül benézne a néző egy pillanatra Kossuthékhoz. A képről a New York Times azt írta, hogy Kossuthot a haza nagyjaként ábrázolja, aki idős korának teljében van. Arcán honfitársainak felé áradó szeretetét és tiszteletét is magán viseli, mindezt a festőnő szerény vonásokkal és egyszerű méltósággal jelenítette meg Kossuth arcán.
A három festmény közül egy a Kossuth család tulajdona maradt, feltehetőleg ez látható ma a torinói Palazzo Carignanóban, a mai Museo del Risorgimento magyar szabadságharcnak szentelt termében. Egy festményt Vilma pályázatként küldött be a budapesti kiállításra, amelyet a bíráló zsűri azonnal elfogadott. Amikor azonban kiderült, hogy maga Ferenc József király fogja megnyitni a tárlatot, az akadémia mondvacsinált indokokra hivatkozva mégis elutasította a Kossuth-portré kiállítását. A sajtó kellőképpen nagy port kavart az elutasítás és a hiteles öregkori ábràzolás körül. Az esetről Mikszáth Kálmán is cikket írt A túlhajtott lojalitás címmel. A hír egész Európát bejárta, így természetesen Kossuth is hallott az ügyről. Egyik levelében azt tanácsolta Vilmának, hogy hagyja ott a reakciós Magyarországot, és próbáljon szerencsét Párizsban. Ez volt Vilma első nagy sajtóvisszhangja. A képet később, 1886-ban végül mégis kiállították a hivatalos tárlaton, ahol a Magyar Történelmi Műcsarnok vásárolta meg.

A harmadik kép Vilma tulajdonában maradt, amellyel apja tanácsára országos körútra indult. A botrány, a kellő sajtóvisszhang hatalmas érdeklődést váltott ki az emberekből országszerte. Magyarország szinte minden nagyvárosában rendezett kiállítást. A belépőjegyek és a megrendelt másolatok jelentették Vilma első nagy jövedelmét.

### Tesla kék portréja

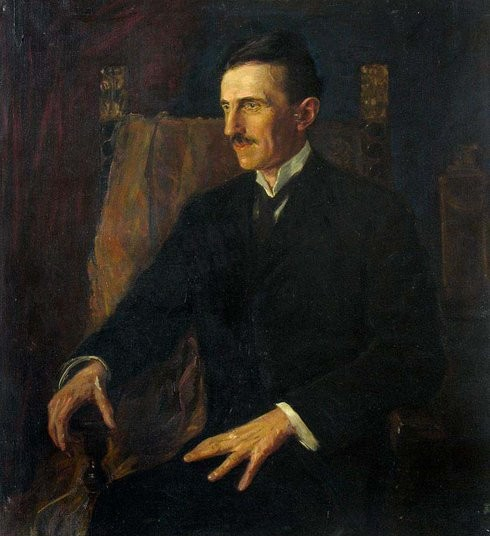
Nikola Tesla kék portréja

Vilma a 20. század elejére rengeteg híres ember portréját megfestette már. Egy újabb híresség nem növelte volna sokkal a hírnevét, viszont a festményektől elzárkózó Tesla igazi kihívást, kuriózumot jelentett a művésznőnek. A hercegnő New Yorkban ismerkedett meg az elektromosság és mágnesesség elismert tudósával. Nikola és Vilma voltaképpen egy országban születtek, és ugyanúgy Budapest jelentette mindkettőjük számára pályájuk kezdetét. A közös kulturális háttér tehát összekötötte őket, mégis Tesla sokáig kitartott azon véleménye mellett, hogy nem készül róla festmény. A fizikus úgy gondolta, hogy a festészet idejét múlt, nem illik a személyiségéhez és ráadásul sajnálta azt az időt, amit pózolással kell eltöltenie. Vilma 1916 elején mégiscsak rávette valahogyan a feltalálót arra, hogy modellt álljon neki, és elkészüljön Tesla egyetlen festett portréja.
Tesla sokáig járt Lwoff-Parlaghy művésznő 39. utcai műhelyébe, ahol a hercegnő valószínűleg azzal próbálta még elfogadhatóbbá tenni modellje számára a pózolást, hogy a fizikát is beengedte a művészet világába. Vilma teljesen elsötétítette műhelyét, és a Tesla által feltalált takarékos izzó kék fénye mellett készítette el az arcképet.

A festményt először 1916. március 1-jén mutatta be Vilma a New York-i társaságnak és a sajtónak a lakásán rendezett kiállításon. Tesla arcképéhez maga a feltaláló készítette el a hátteret, ugyanis a képet kék fénnyel világították meg, ezáltal Nikola arca kékes árnyalatban jelent meg. A festmény ekkor kapta a kék portré nevet, holott valójában egyáltalán nincs benne kék szín. A 122 cm x 135 cm nagyságú képet a sajtó igazi mesterműként harangozta be, kiemelve a kiállítás nagyszerűségét, amely a kék megvilágításon keresztül összekötötte a művet a modell személyiségével. A festmény 1931. július 20-án a Time Magazin címlapjára került Tesla 75. születésnapja alkalmából. Sokáig ez volt az utolsó hír a festményről.
A kép a hercegnő tulajdonában maradt, de a felhajtás az első világháború eseményei nyomán gyorsan elillant az újságok oldalairól. 1924. április 19-én, a hercegnő halálát követően, Vilma művészeti hagyatékát Ludwig Nissen vásárolta meg, köztük Tesla híres kék portréjával együtt. A festmény a gazdag német gyémántkereskedő és műgyűjtő raktárában állt, amikor kitört a második világháború. A háborút követően elveszettnek hitték a festményt, és csak hosszú évtizedek után kerülhetett újra a kiállítótermekbe Tesla egyetlen portréja. 

1991-ben a husumi NordseeMuseumban Dr. Cornelius Steckner, művészettörténész beazonosította Teslát a meglehetősen rossz állapotban lévő képen, de azt akkor még nem azonosították a híres kék portré eredetijével. Dr. Steckner mindenesetre kijavította a festmény raktári jelzését, és az ismeretlen férfi portréja címet átjavította Tesla portréjára. Így került évekkel később a festmény a belgrádi Tesla Múzeumba, a husumi múzeum ideiglenes kiállításának részeként. 2007-ben a belgrádi múzeum művészettörténésze, Dragina Maskareti fedezte fel először, hogy a Teslát ábrázoló kép a Vilma által festett eredeti portré. A felfedezést más szakemberek is ellenőrizték mind Belgrádban, mind pedig Németországban mielőtt hivatalosan is bejelentették volna, hogy megtalálták Tesla egyetlen arcképének az eredetijét. A kék portrét 2008-ban restaurálták, és 2009. március 2-án, 85 évvel eltűnése után újra kiállították a husumi NordseeMuseumban.

## Galéria Lwoff-Parlaghy Vilma festményeiből

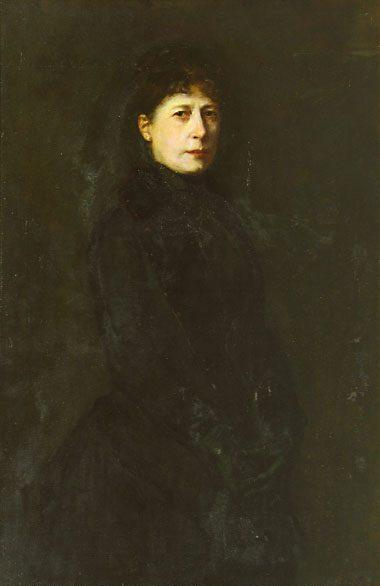
Vilma anyjának portréja
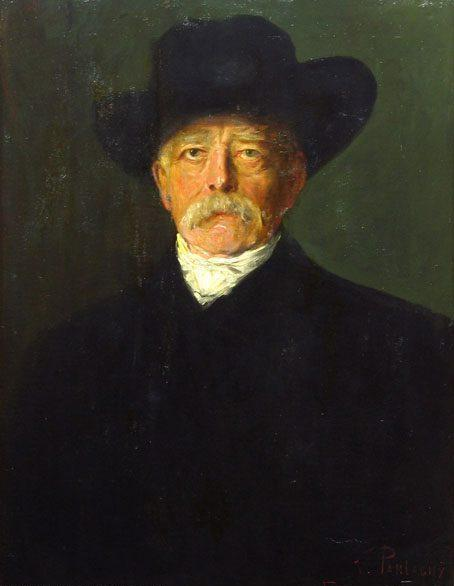
Otto von Bismarck
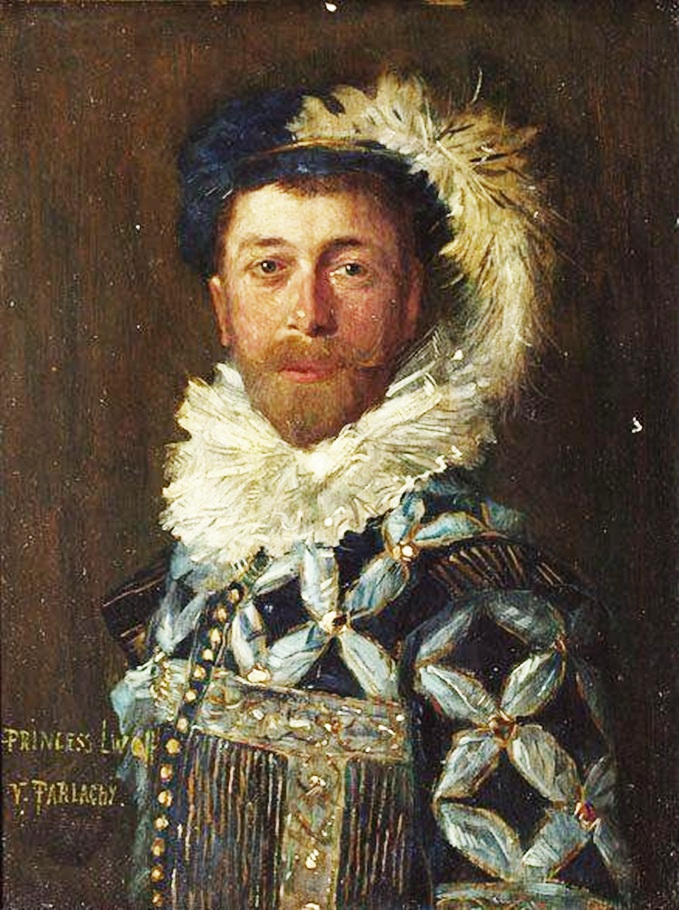
Ernst Günter, Schleswig-Holstein hercege
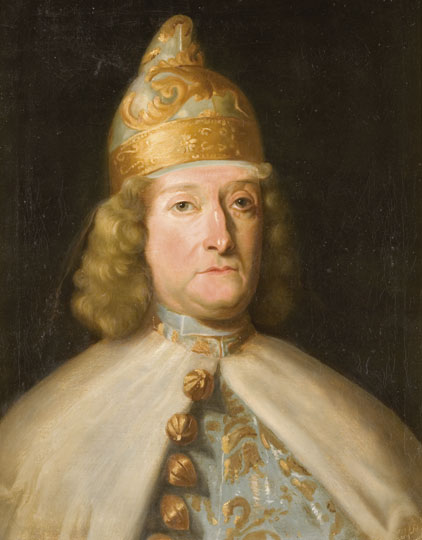
Giovanni Cornaro
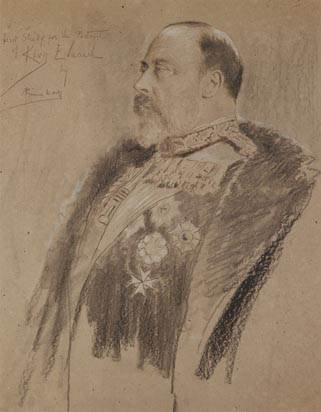
VII. Edvárd király
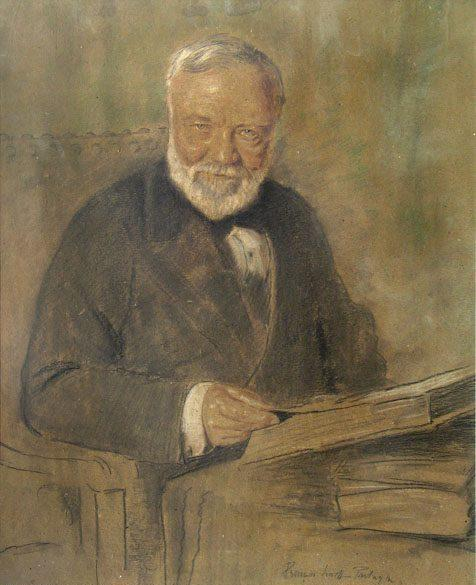
Andrew Carnegie

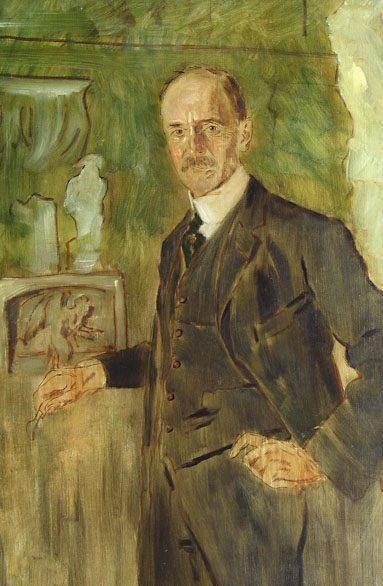
Daniel Chester French
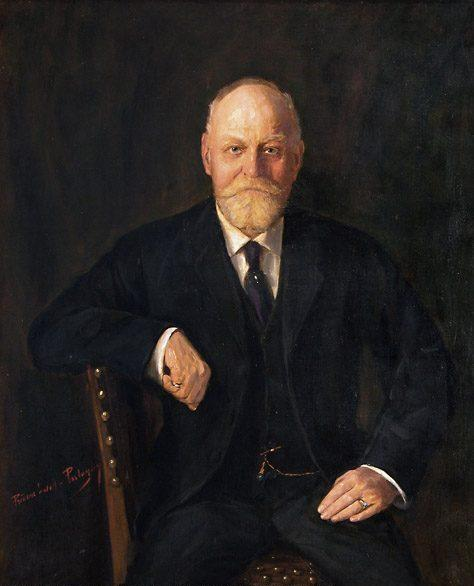
Ludwig Nissen
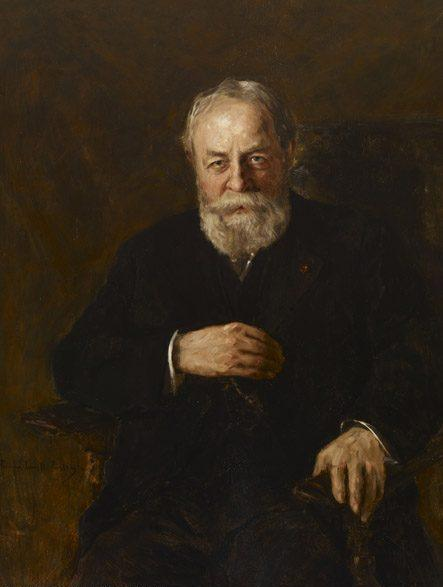
John Burroughs
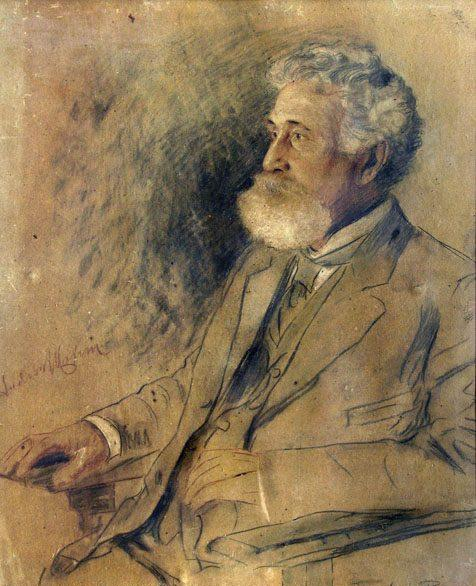
Hudson Maxim
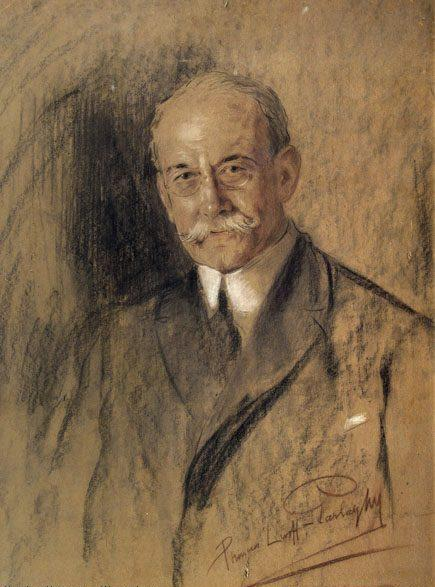
Sigsbee admirális
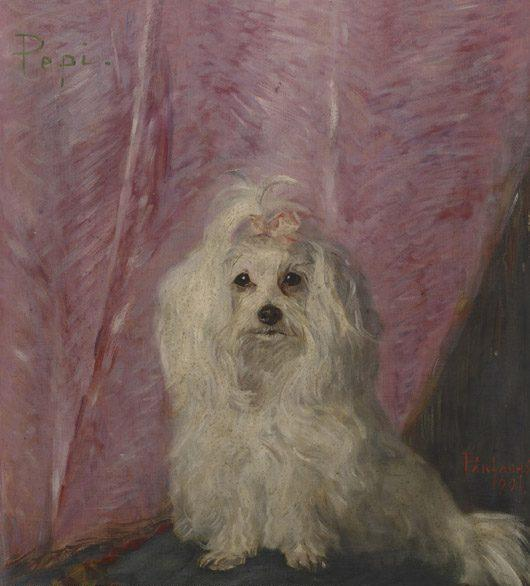
Pepi
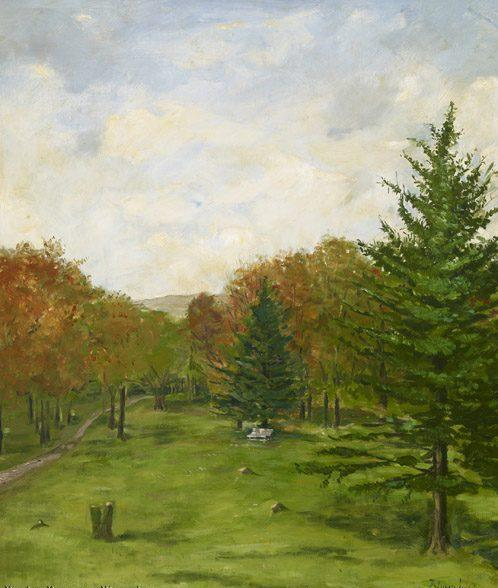
Tájkép fehér paddal
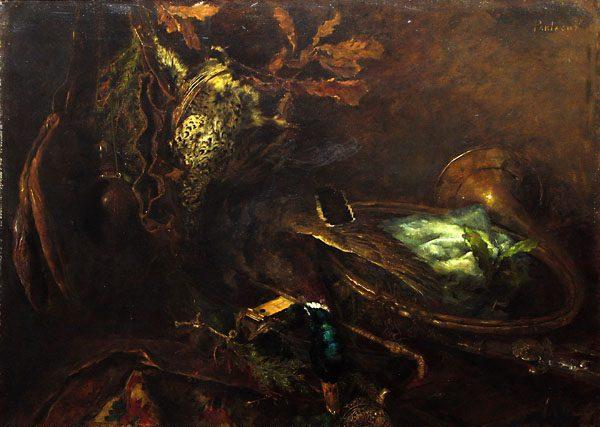
Csendélet vadászat után

| GALÉRIA |
| --- |
| - Vilma anyjának portréja - Otto von Bismarck - Ernst Günter, Schleswig-Holstein hercege - Giovanni Cornaro - VII. Edvárd király - Andrew Carnegie - Daniel Chester French - Ludwig Nissen - John Burroughs - Hudson Maxim - Sigsbee admirális - Pepi - Tájkép fehér paddal - Csendélet vadászat után |